# Mas-Blanc-des-Alpilles
Mas-Blanc-des-Alpilles – miejscowość i gmina we Francji, w regionie Prowansja-Alpy-Lazurowe Wybrzeże, w departamencie Delta Rodanu.
Według danych na rok 1990 gminę zamieszkiwało 348 osób, a gęstość zaludnienia wynosiła 222 osoby/km² (wśród 963 gmin regionu Prowansja-Alpy-W. Lazurowe Mas-Blanc-des-Alpilles plasuje się na 540. miejscu pod względem liczby ludności, natomiast pod względem powierzchni na miejscu 828.).